# Sarah Straub

Sarah Straub 2021

Sarah Straub (* 1. Juli 1986 in Lauingen) ist eine deutsche Liedermacherin, Psychologin und Autorin.

## Leben und Beruf
Sarah Straub stammt aus einer Musikerfamilie, ihr Vater Helmut Straub ist Dirigent und Instrumentallehrer. Nach der Scheidung ihrer Eltern spielte die Großmutter eine wichtige Rolle in ihrer Kindheit. Im Alter von sechs Jahren begann sie mit dem Klavierspiel, mit acht Jahren dann mit Klarinette und Saxophon. Mit zwölf Jahren schrieb Straub erste Lieder.
Von 2005 bis 2010 studierte sie Psychologie an der Universität Regensburg und war Stipendiatin der Studienstiftung des deutschen Volkes. Straub schloss ihr Studium mit einem Diplom ab und wurde 2015 an der Medizinischen Fakultät der Universität Ulm mit einer Arbeit über Demenzerkrankungen zur Dr. biol. hum. promoviert. Sie arbeitet in der Forschungsabteilung des Universitätsklinikums Ulm, wo die frontotemporale Demenz, eine neurodegenerative Erkrankung, einen Schwerpunkt ihrer Arbeit darstellt.
Über dieses Thema hält Straub regelmäßig Vorträge für unterschiedliche Organisationen, beispielsweise bei der Alzheimer Gesellschaft Baden-Württemberg. Erfahrungen in ihrer eigenen Familie veranlassten sie dazu, ein Buch zum Thema zu schreiben. In ihrem 2021 veröffentlichten Sachbuch mit dem Titel Wie meine Großmutter ihr ICH verlor möchte sie Hintergrundinformationen und Tipps für Angehörige bereitstellen. Ihr Buch stellte sie unter anderem in der SWR Landesschau vor und war in den Talksendungen Die blaue Couch mit Thorsten Otto bei Bayern 1 sowie SWR1 Leute Rheinland-Pfalz mit Katja Heijnen zu Gast.
Straub ist mit dem Fußballtrainer Stefan Anderl verheiratet.

## Musikalische Karriere
Bereits vor Beginn ihres Studiums hatte Straub eine erfolgreiche Karriere als Musikerin begonnen. Ihren musikalischen Durchbruch schaffte sie mit ihrem ersten Album Red, das am 30. Mai 2014 erschien und von der Initiative Musik sowie von BY-on, einem bayerischen Förderprogramm für Pop- und Rockmusiker, gefördert wurde. Im Juni 2014 hatte sie in der Abendschau des Bayerischen Fernsehens ihren ersten Fernsehauftritt. Deutschlandweit wurden die Medien auf die Newcomerin aufmerksam, als Album und Interpretin im Dezember 2014 mit dem Deutschen Rock & Pop Preis ausgezeichnet wurden.
Im Rahmen ihrer RED-Tour spielte Straub über 150 Konzerte in Deutschland, Österreich und Italien. 2015 trat sie als Support für Lionel Richie, UNHEILIG, Spandau Ballet und Gentleman auf. In den darauffolgenden Jahren folgten weitere Engagements bei James Blunt, Anastacia und the Hooters.
2019 erschien ihr erstes deutschsprachiges Album Alles Das Und Mehr mit Neu-Interpretationen von Liedern des Liedermachers Konstantin Wecker. Straub steht bei Weckers Label Sturm & Klang unter Vertrag und steht regelmäßig mit ihm auf der Bühne. Nach einer gemeinsamen Fernsehsendung beim Bayerischen Fernsehen („z'am Rocken“) entstand das gemeinsame Konzertprogramm „Konstantin Wecker & Sarah Straub: Inwendig warm“. Während der Corona-Pandemie trat sie am 20. Oktober 2020 gemeinsam mit Wecker und anderen Künstlern des Sturm-und-Klang-Labels in einem Streamingkonzert  auf. Alle sangen ein eigenes und ein Wecker-Lied. Es war das vierte Konzert der Reihe Poesie und Widerstand in stürmischen Zeiten.
2021 veröffentlichte Straub das Mini-Album Tacheles, welches erstmals Eigenkompositionen in deutscher Sprache enthielt. 
Mit ihrem 2023 veröffentlichten Album Keine Angst thematisiert die Liedermacherin den Alltag vieler Menschen und möchte Mut machen. Die erste ausgekoppelte Single Rufus erzählt von einem Zwiegespräch mit einem alten, misstrauischen Kater, das sich laut dem Werbetext im Internet-Musikmagazin musicheadquarters.de „schnell als zutiefst ehrlichen Blick in die eigene Seele entpuppt und die Frage aufwirft, wovon wir selbst oftmals davonlaufen“. Im Rahmen ihrer Keine Angst-Tour spielte sie 5 Konzerte gemeinsam mit der Bayerischen Philharmonie unter der Leitung von Mark Mast. Hierbei wurden ihre Lieder dem Publikum in einem symphonischen Gewand präsentiert. Auf der Website dermusikjournalist.de schreibt ein Rezensent: „Selten durfte ein Publikum einen solch starken und doch so einfühlsamen Abend erleben. Einer dieser Abende, der unvergesslich bleibt.“

## Schriften
- Die Einschätzung von Vertrauenswürdigkeit und der persönliche Raum bei der Verhaltensvariante der frontotemporalen Demenz. Dissertation, Universität Ulm, 2015. (Text online)
- Wie meine Großmutter ihr ICH verlor. Demenz – Hilfreiches und Wissenswertes für Angehörige. Kösel, München 2021, ISBN 978-3-466-34772-8.
- Publikationen bei ResearchGate
- mit Wolfgang Link: Wohlfühlküche bei Demenz – Ausgewogene und sinnesanregende Gerichte für Betroffene und Angehörige. riva, München 2022, ISBN 978-3-7423-2190-9.

## Diskografie
Alben
- 2011: Say What You’re Missing (CreativeJam)
- 2014: Red (Donnerwetter Musik/Cargo)
- 2017: Love Is Quiet (Pastel Pink Records)
- 2019: Alles Das Und Mehr (Sturm & Klang)
- 2021: Tacheles (Sturm & Klang)
- 2021: Sie, du und ich | Hanika Straub Banez (Sturm & Klang)
- 2023: Keine Angst (Sturm & Klang)

Singles/EPs
- 2014: Red  (Donnerwetter Musik/Cargo)
- 2014: Pieces (Donnerwetter Musik/Cargo)
- 2015: Let You Go (Bonus-Track: Moving Mountains feat. Siggi Schwarz)
- 2017: Do You Mean Yes (Pastel Pink Records)
- 2019: Ich Singe Weil Ich Ein Lied Hab (Sturm & Klang)
- 2019: Niemand Kann Die Liebe Binden | Duett mit Konstantin Wecker & Soloversion (Sturm & Klang)
- 2019: Das ganze schrecklich schöne Leben (Sturm & Klang)
- 2020: Mein Glück (Sturm & Klang)
- 2021: Vergiss Nicht Zu Lächeln (Sturm & Klang)
- 2021: Schwalben | Duett mit Konstantin Wecker (Sturm & Klang)
- 2023: Rufus (Sturm & Klang)

Sonstiges
- 2012: My Own Tragedy auf Moodorama

## Auszeichnungen
- 2008: Stipendium der Studienstiftung des deutschen Volkes
- 2014: Deutscher Rock & Pop Preis in den Kategorien „beste Pop Band“, „bestes Pop Album“ und „bester neuer Künstler“